# 埃克氏異胎䲁
埃克氏異胎䲁（學名：Heteroclinus eckloniae），為輻鰭魚綱䲁形目胎䲁科異胎䲁屬的一個種，分布於印度西太平洋澳洲南部海域，本魚體延長且側扁，眼眶上方細長觸鬚，鼻孔有分支觸鬚，體褐色, 身體上有不明顯的垂直暗帶或大斑點，每隻眼睛的下方和後方有三條短而黑的條紋向後腹延伸，鰓蓋上有深棕色斑塊，第一背鰭為黑色，胸鰭基部四分之一為深色，其餘胸鰭、腹鰭和尾鰭均有形成橫帶的斑點，背鰭和臀鰭呈棕紅色，背鰭後膜上有數個透明區域，背鰭硬棘29-31枚、背鰭軟條5-7枚、臀鰭硬棘2枚、臀鰭軟條22-24枚，體長可達11公分，棲息在淺海海藻生長的礁石區，雌魚產附著性卵，雄魚會守護卵，幼魚為浮游性，生活習性不明。